# トルジン
トルジン(Trzin)は、スロベニアの市である。1998年にドムジャレ市から分離した。